# Лудвиг Груно фон Хесен-Хомбург
Лудвиг Йохан Вилхелм Груно фон Хесен-Хомбург (на немски: Ludwig Johann Wilhelm Gruno von Hessen-Homburg, * 15 януари 1705, Хомбург, † 23 октомври 1745, Берлин) е наследствен принц от Хесен-Хомбург и руски генерал-фелдмаршал.

## Биография
Той е големият син на ландграф Фридрих III Якоб от Хесен-Хомбург (1673 – 1746) и съпругата му Елизабет Доротея фон Хесен-Дармщат (1676 – 1721), дъщеря на ландграф Лудвиг VI фон Хесен-Дармщат.
Името си Груно получава като кръщелник на провинция Гронинген, понеже баща му е на холандска служба.
Той следва от 1722 г. в университета на Гисен, но след една година баща му го изпраща в Русия. От 1725 г. е генерал-майор в Рига. Лудвиг Груно е в близка връзка с великата княгиня Анна Ивановна, която през 1730 г. става царица и го взема в Санкт Петербург. Той става генерал-лейтенант и командир на войската в Петербург и член на военната колегия. През 1728 г. участва в строежа на първата реформирана църква в Санкт Петербург.
През 1732 г. Лудвиг Груно води успешен поход в Кавказ против кримските татари и царицата го награждава. През 1734/1735 г. той има операции в Източна Полша и след това под командването на Мюних отново против кримските татари и през 1736/1737 г. против турците. Той получава титлата генералфелдцойгмайстер и става губернатор на Астрахан и на персийските провинции.
Лудвиг Груно също е почитан и от царица Елизабет. Тя го номинира през 1742 г. на генерал-фелдмаршал, дава му къща в Москва и земи в Ливония. Той умира една година преди баща си по време на курорт в Берлин и е погребан в гробницата на дворец Бад Хомбург.

## Фамилия
Лудвиг Груно се жени на 3 февруари 1738 г. за принцеса Анастасия Трубецкая (1700 – 1755), дъщеря на княз Иван Юриевич Трубецкой и вдовица на княз Дмитрий Кантемир. Бракът е бездетен.